# Xerothamnella herbacea
Xerothamnella herbacea är en akantusväxtart som beskrevs av R.M. Barker. Xerothamnella herbacea ingår i släktet Xerothamnella och familjen akantusväxter. Inga underarter finns listade i Catalogue of Life.